# Construction Time Again Tour
Construction Time Again Tour - сьомий концертний тур британської групи Depeche Mode.

## Треклист
1. Everything Counts
2. Now, This Is Fun
3. Two Minute Warning
4. Shame
5. See You
6. Get the Balance Right!
7. Love, in Itself
8. Pipeline
  - Big Muff
9. The Landscape Is Changing
10. And Then...
11. Photographic
12. Told You So
13. New Life
14. More Than a Party
15. The Meaning of Love
16. Just Can't Get Enough
17. Boys Say Go!

## Концерти
| №  | Дата            | Місце проведення                 |
| -- | --------------- | -------------------------------- |
| 1  | 7 вересня 1983  | Хитчин, Англія                   |
| 2  | 9 вересня 1983  | Дублін, Ірландія                 |
| 3  | 10 вересня 1983 | Белфаст, Північна Ірландія       |
| 4  | 12 вересня 1983 | Бристоль, Англія                 |
| 5  | 13 вересня 1983 | Брайтон, Англія                  |
| 6  | 14 вересня 1983 | Саутгемптон, Англія              |
| 7  | 15 вересня 1983 | Ковентрі, Англія                 |
| 8  | 16 вересня 1983 | Шеффілд, Англія                  |
| 9  | 18 вересня 1983 | Абердин, Шотландія               |
| 10 | 19 вересня 1983 | Единбург, Шотландія              |
| 11 | 20 вересня 1983 | Глазго, Шотландія                |
| 12 | 21 вересня 1983 | Ньюкасл-апон-Тайн, Англія        |
| 13 | 23 вересня 1983 | Ліверпуль, Англія                |
| 14 | 24 вересня 1983 | Манчестер, Англія                |
| 15 | 25 вересня 1983 | Ноттінгем, Англія                |
| 16 | 26 вересня 1983 | Хенлі, Англія                    |
| 17 | 28 вересня 1983 | Бірмінгем, Англія                |
| 18 | 30 вересня 1983 | Кардіфф, Уельс                   |
| 19 | 1 жовтня 1983   | Оксфорд, Англія                  |
| 20 | 3 жовтня 1983   | Портсмут, Англія                 |
| 21 | 6 жовтня 1983   | Лондон, Англія                   |
| 22 | 7 жовтня 1983   | Лондон, Англія                   |
| 23 | 8 жовтня 1983   | Лондон, Англія                   |
| 24 | 1 грудня 1983   | Стокгольм, Швеція                |
| 25 | 2 грудня 1983   | Копенгаген, Данія                |
| 26 | 3 грудня 1983   | Лунд, Швеція                     |
| 27 | 5 грудня 1983   | Антверпен, Бельгія               |
| 28 | 6 грудня 1983   | Амстердам, Нідерланди            |
| 29 | 8 грудня 1983   | Берлін, Німеччина                |
| 30 | 10 грудня 1983  | Мангайм, Німеччина               |
| 31 | 11 грудня 1983  | Саарбрюкен, Німеччина            |
| 32 | 12 грудня 1983  | Зіндельфінген, Німеччина         |
| 33 | 13 грудня 1983  | Ной-Ізенбург, Німеччина          |
| 34 | 15 грудня 1983  | Кельн, Німеччина                 |
| 35 | 16 грудня 1983  | Дюссельдорф, Німеччина           |
| 36 | 17 грудня 1983  | Боркен, Німеччина                |
| 37 | 19 грудня 1983  | Мюнстер, Німеччина               |
| 38 | 20 грудня 1983  | Бремен, Німеччина                |
| 39 | 21 грудня 1983  | Гамбург, Німеччина               |
| 40 | 22 грудня 1983  | Гамбург, Німеччина               |
| 41 | 23 грудня 1983  | Гамбург, Німеччина               |
| 42 | 3 лютого 1984   | Бірмінгем, Англія                |
| 43 | 1 березня 1984  | Брно, Чехословаччина             |
| 44 | 2 березня 1984  | Познань, Польща                  |
| 45 | 5 березня 1984  | Болонья, Італія                  |
| 46 | 6 березня 1984  | Мілан, Італія                    |
| 47 | 8 березня 1984  | Валенсія, Іспанія                |
| 48 | 9 березня 1984  | Барселона, Іспанія               |
| 49 | 10 березня 1984 | Мадрид, Іспанія                  |
| 50 | 2 червня 1984   | Людвіґсгафен-на-Рейні, Німеччина |